# وادي الناطوف

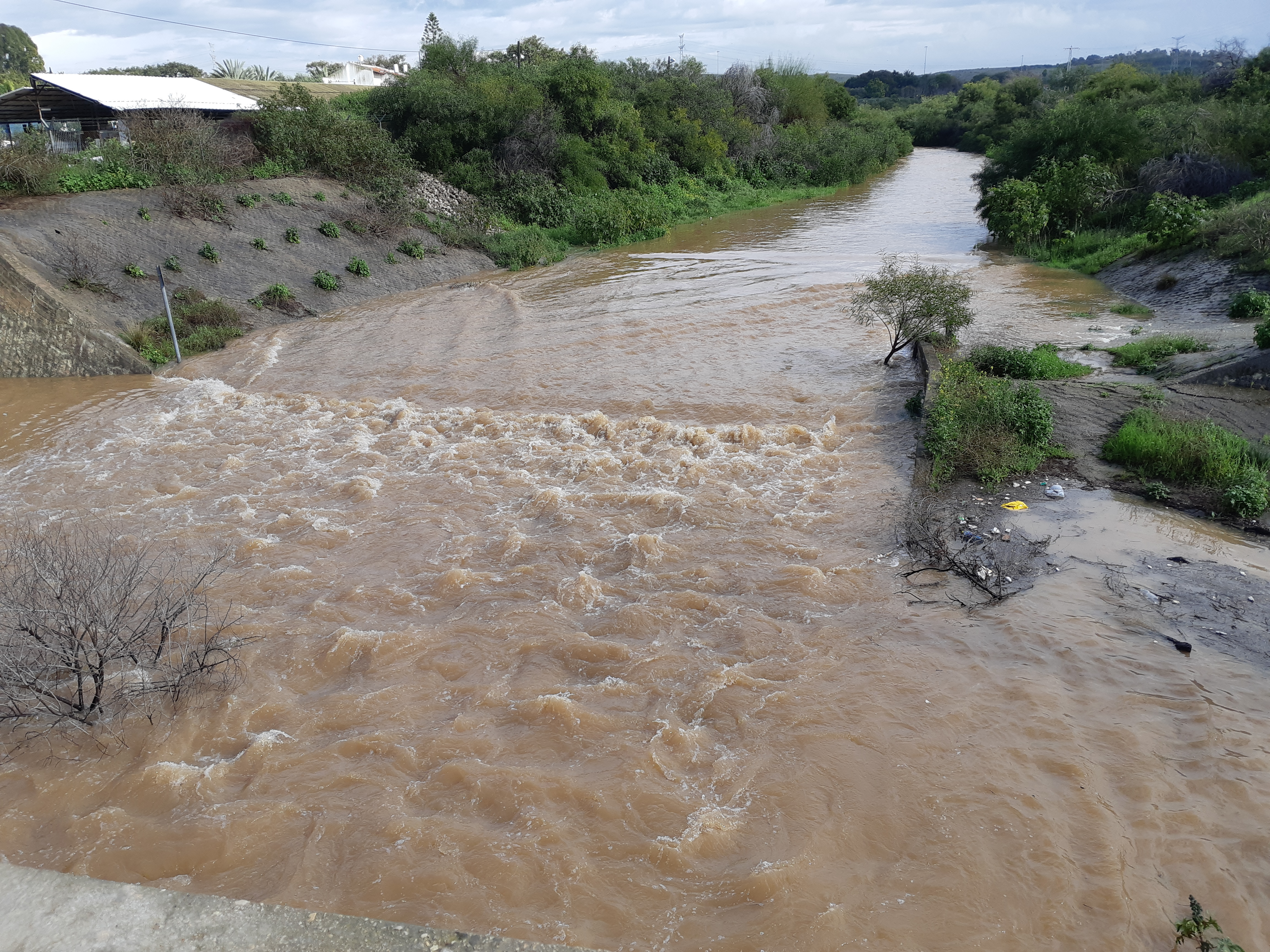

وادي الناطوف هو وادي موجود في منطقة شمال وشمال غرب محافظة رام الله والبيرة.

## سبب التسمية
سمي وادي الناطوف نسبة لمغارة الناطوف الموجودة في الوادي، حيث تتواجد هذه المغارة في أراضي قرية نعلين التي احتلتها إسرائيل في العام 1948م، وهي مغارة كبيرة وتسقط قطرات الماء من سقف المغارة، وتتواجد غرب قرية نعلين في مسار الوادي.

## الحضارة الناطوفية
اسم لثقافة قديمة نسبة إلى وادي الناطوف شمال غربي القدس في فلسطين، استخدمته أول مرّة الباحثة الإنكليزية دوروثي غارود عام 1929 بعد أن اكتشفت الآثار المميزة لهذه الثقافة في مغارة شقبا في وادي الناطوف، وهي تعتبر الخطوة الأولى للإنسان على طريق بناء أول مجتمعات زراعية في التاريخ. دامت هذه الحضارة حتى الألف السادسة قبل الميلاد. وانطلقت هذه الحضارة من فلسطين وتحديدا من الجبال المحيطة بالقدس فعمت غور الأردن أولا ثم وصلت إلى سواحل المتوسط وزادت رقعتها فشملت بلاد الشام كلها.